# Маглице
Маглице су насељено мјесто у општини Прозор-Рама, Босна и Херцеговина.

## Становништво
|         | 2013.       | 1991.       | 1981.        | 1971.        |
| Укупно  | 17 (100,0%) | 80 (100,0%) | 135 (100,0%) | 183 (100,0%) |
| Хрвати  | 17 (100,0%) | 80 (100,0%) | 135 (100,0%) | 181 (98,91%) |
| Бошњаци | –           | –           | –            | 1 (0,546%)1  |
| Срби    | –           | –           | –            | 1 (0,546%)   |

1. 1 На пописима од 1971. до 1991. Бошњаци су пописивани углавном као Муслимани.